# セイウチ・ビジネス・スタジアム
セイウチ・ビジネス・スタジアム（ Seiuchi Business Stadium）は、テレビ東京のステーションブレイク（ローカル枠）に放送されていたインフォマーシャルのミニ番組（PR番組・情報番組）である。略称は、SBS。制作プロダクションはProtx。
2010年4月7日から放送開始され、2011年4月27日放送分で終了した。

## 概要
新商品・新サービス・新作映画などの紹介を行う情報番組であり、ニュース番組「ワールドビジネスサテライト（WBS）」の直前に放送されていた。内容については、番組冒頭のナレーションでは、「インパクトのあるセイウチや海洋生物達が、人間社会の新情報を独自の視点で紹介していきます」と説明されていた。
横浜・八景島シーパラダイスで飼育されているセイウチの「モコ」をニュースキャスターに仕立て、シーパラダイスの海洋生物が、人間をアシスタントに商品解説・レポート・情報告知などを行った。番組プロデューサーや番組ADが、宣伝対象の広報担当者をモコに紹介する場面や、モコがトレーナーの気を引こうとする場面などを盛り込み、海洋生物の芸も紹介していた。
横浜・八景島シーパラダイスでロケが行われ、デジタル一眼レフカメラのHD動画撮影機能が使われていた。
2010年12月22日放送分からシーパラダイスでのロケが行われなくなり、キャスターであるモコや海洋生物達の出演は無くなった。それ以前にモコのアシスタントを務めた小田あさ美、レポーター役のモモイロペリカンの声を演じた中原麻衣もしくはケープペンギンの声を演じたザ・たっちが、宣伝対象のクライアント元（企業）へ出向き、商品の解説や使い心地などをPRする内容へと変化した。以後は、キャスター役のモコ（セイウチ）の声を演じた日髙のり子がナレーションを務めるようになり、エンディングで「『セイウチ』の名札を掲げた『セイウチの縫いぐるみ』」が出されていた。
本番組の開始に伴い同じスタンスの「商品降臨」と併存する形となったが、2011年4月に両方とも番組終了となった。Protx制作の次番組はデキる人検定である。

## 放送日時
- 水曜22:54 - 23:00
- 前枠の繰り上げに合わせて繰り上げ放送されたが、2011年2月23日の週は1日遅れ、2月24日木曜の24:53から（2月25日金曜の0:53から）放送された。

## キャスト

### 横浜・八景島シーパラダイスの飼育生物
- モコ（セイウチ）- 声:日髙のり子

番組のキャスター。トレーナーの吉澤さんに好意を抱き、時には嫉妬する。
レポーターのペンギンを、「たっちゃん、かっちゃん」と呼ぶ。
現実では「海の動物たちのショー」のセクシーアイドルとして活躍中。 当番組の他に『どうぶつ奇想天外!』、『午後は○○おもいッきりテレビ』（2007年頃）、『スーパーモーニング』（2011年3月10日）などで出演経験がある。
- ゲンマ（シロイルカ）- 声:内海賢二

番組の解説員。「一片の悔いなし」との決め台詞を言い、トキという名前に好意的。
2010年8月14日に呼吸不全により死亡したため、7月30日収録の8月25日放送分で降板となった。
- ナメダンゴ - 声:中原麻衣

ダンゴウオ科の魚で、「ナメダンゴの…」コーナーを主に担当。「ナメダンゴの水族館ニュース!」「ナメダンゴのスポンサーさんと絡もう」など、追加情報の紹介やプレゼント応募方法の告知などを行った。
初回放送時の「ナメダンゴの水族館ニュース!」で、自身の赤ちゃん誕生を報じた。
男口調で一人称に「おいら」を使うが、女子限定で進めた放送回にも登場し、女の子であることが判明した。
- たくや・かずや（ケープペンギン） - 声:ザ・たっち

レポート担当。いつも2羽で登場したが、どちらがたくやでどちらがかずやかは、明かされなかった。
- モモイロペリカン - 声:中原麻衣

レポート担当。3羽以上の集団で登場した。
- ユキマル（ホッキョクグマ） - 声:内海賢二

解説員。ゲンマに代わり、2010年9月1日放送分から登場した。
- レオ（オタリア） - 声:内海賢二

「ナメダンゴの水族館ニュース!」で文字が書けると紹介され、宣伝対象の感想を一文字で書いた。後に「ナメダンゴのトピックス」でも2度感想を書き、笑顔を見せた。

### 人間の出演者
- 小田あさ美

番組のアシスタント。シーパラダイスでのロケ時は、基本的にスーツと黒縁眼鏡であるが、コスプレで登場する機会も多く、モコに「コスプレ好き」と指摘された。
- 吉澤さん

八景島シーパラダイスのアクアリゾーツ ショートレーナー。
モコが「私も○○した～い」と言うと「それは無理ですよ～」とオチを言う。
- 園部さん

番組プロデューサー。モコへの商品説明・広報担当紹介を行う。
- 谷原ちゃん

番組AD。
- 中原麻衣
- ザ・たっち

## スタッフ
- 制作著作:テレビ東京
- 協力:横浜・八景島シーパラダイス
- 製作:Protx

## 主な放送内容
順不同
- 横浜・八景島シーパラダイス
  - アイランドサマー'10
  - オータムフェスタ'10
- ユニ・チャーム
  - ウェーブハンディワイパー
  - ソフィシンクロフィット・チャームソフトタンポン
- MEDIAS
- iceGUARD TRIPLE PLUS
- ぷっちょ
- TOTO東京ショールーム
- 日清食品
  - 日清焼そば そば飯・チキンラーメンお好み焼き
- 中山競馬場（有馬記念）
- ウィルコム
  - HONEY BEE4・ウィルコムショップ中野
- バスクリン
- プレナス
  - ほっともっと茅場町店
- 小田急百貨店新宿店
  - ムアツふとん（昭和西川）
- 氷結シャルドネスパークリング
- 野菜生活100
- 週刊 戦国武将データファイル
- ソフトバンクモバイル
  - お父さん土鍋セット・SoftBank 001SH
- 109シネマズ グランベリーモール
  - デジタルIMAX3Dシアター、グリーンホーネット
- パーパス
- 釣り★スタ（GREE）
- 早稲田アカデミー
- PON愛媛みかん旬ストレート100
- ラムダッシュ（パナソニックのシェーバー）
- エポック社
  - 野球盤MSでPLAY BALL・アクアビーズアート
  - ヘアコレチュカール

### 映画作品
テレビ東京出資作品と松竹東急系・ワーナー配給作品が多い
- 劇場版 銀魂 新訳紅桜篇
- 劇場版NARUTO -ナルト- 疾風伝 ザ・ロストタワー
- きな子〜見習い警察犬の物語〜
- 劇場版ポケットモンスター ダイヤモンド&パール 幻影の覇者 ゾロアーク
- ハリー・ポッターと死の秘宝

来日したキャストの独占インタビューで、番組名をタイトルコールするサービスがある。
- 塔の上のラプンツェル
- ツーリスト (映画)
- ザ・タウン
- キャッツ & ドッグス 地球最大の肉球大戦争
- ヒックとドラゴン
- セックス・アンド・ザ・シティ2
- 第9地区
- 死刑台のエレベーター
- 孫文の義士団